# Kozmosz Könyvek
A Kozmosz Könyvek a Móra Ferenc Könyvkiadó 1964-től megjelentetett sorozata. A kiadott könyvek az 1970-es évektől kezdve népszerűvé váltak a felnőttek és az ifjúság körében egyaránt. A sorozat a hazai és külföldi szerzők – többek között – klasszikus, kortárs, humoros, krimi és sci-fi alkotásaiból merített. 1964 és 2001 között 542 kötet látott napvilágot.

## A sorozat kötetei
1. Elfriede Brüning: Róma, Főposta (regény, 1964)
2. Fodor Zoltán (1911–1983) (diplomata): Az A-3131-es hazatér 1923–1945 (emlékek, 1964)
3. Jurij Szolomonovics Krimov (1908–1941): A Derbent tankhajó (regény, 1964)
4. Jurij Szolomonovics Krimov (1908–1941): A Derbent tankhajó (regény, 1964)
5. Máté György (1913–1990) (újságíró, író): Föniciai bor (szatírák, 1964)
6. Soós Magda: Mindenki elutazott (regény, 1964)
7. Ágoston György (1931–1993) (humorista, szerkesztő): Amerikából jöttem (szatirikus regény, 1965)
8. Ludvík Aškenazy (1921–1986): Az ellopott Hold (szatíra, 1965)
9. Fekete István: Csend (regény, 1965)
10. Fülöp János: Tavaly ilyenkor (regény, 1965)

### További művek (válogatás)
020. Kolozsvári Grandpierre Emil: A burok (regény, 1965)

030. Randé Jenő: A világ végétől a szent öbölig (útijegyzetek, 1966)

040. Illyés Gyula: A költő felel (válogatott versek, 1966)

050. Stanisław Lem: Lymphater utolsó képlete (elbeszélések, 1966)

060. Benjámin László: Írom ráadásnak – Válogatott versek (1967)

070. Fekete Gyula: Szerelmesek bolygója (szatirikus regény, 1967)

080. Majtényi Zoltán (szerk.): Pokoljárás a világűrben – Fantasztikus történetek (1967)

090. Oriana Fallaci: A haszontalan nem – Utazás a nő körül (1968)

100. Szatmári György: Négy tanú és az ügyész (1968) 

150. Abody Béla: Mindent bele! – Humoreszkek és szatirikus írások (1970)

200. Thury Zsuzsa: Az amerikai nagynéni (regény, 1973)

250. Oázis rakétákkal – Elbeszélések, riportok a katonaéletről (1975)

300. Csalog Zsolt: Kilenc cigány (1976)

350. Kormos István (szerk.): A végtelenség szomja – Hatvan év szovjet költészetéből (1977)

400. Iszlai Zoltán: Csirip jelenti (karcolatok, 1978)

450. Bob Teague: Kedves Ádám… – Levelek egy fekete sráchoz (1979)

500. George Lucas: Csillagok háborúja (tudományos fantasztikus regény, 1984, cop. 1980)

542. Anders Lindeberg útijegyzetei. 1., Pest-budai svéd tükör, 1840 (2001)